# Mauser-Vergueiro
A Mauser-Vergueiro foi uma espingarda (português europeu) ou fuzil (português brasileiro) de repetição, desenvolvida por José Alberto Vergueiro, oficial de infantaria do Exército Português, a partir da espingarda Mauser 98, adaptando-lhe um novo sistema de culatra. A arma substituiu as Kropatschek m/1886 como espingarda padrão de infantaria do Exército Português em 1904.

## Características e utilização
A Mauser-Vergueiro utilizava a munição de calibre 6,5 x 58 mm (também chamada 6,5 x 58 mm Vergueiro ou 6,5×58mm Português), desenvolvida especialmente para esta arma.
No Exército Português a arma era oficialmente conhecida por Espingarda 6,5 mm m/1904. Uma versão mais leve e mais curta da arma era designada Carabina 6,5 mm m/904. Além de Portugal, a Mauser-Vergueiro esteve ao serviço do Brasil e da África do Sul.
Ao serviço de Portugal e da África do Sul foi utilizada em combate na Primeira Guerra Mundial e em diversas campanhas coloniais. As próprias tropas coloniais da Alemanha utilizaram espingardas Mauser-Vergueiro capturadas às forças aliadas em África durante a Primeira Guerra Mundial, preferindo-as às suas Mauser modelo 1888 (Gewehr 88), de origem alemã.
Em 1939, já depois do Exército Português ter adoptado a espingarda Mauser 98k de 7,92 x 57 mm, grande parte das Mauser-Vergueiro existentes foi modificada para aquele calibre e redenominadas Espingarda 7,92 mm m/1904/39 (mais tarde, a denominação do modelo modificado foi alterada para Espingarda 7,92 mm  m/1904). As Mauser-Vergueiro de 7,92 mm mantiveram-se em serviço em algumas unidades até à década de 1960, numa altura em que as espingardas automáticas já estavam em uso generalizado no Exército Português. Embora apenas em uso cerimonial, ainda é utilizada no Instituto dos Pupilos do Exército.